# Josef Tal
Josef Tal (født 18. september 1910 i Pniewy, Polen - død 25. august 2008 i Jerusalem, Israel) var en israelsk komponist og forfatter. Han har skrevet 6 symfonier, orkesterværker, kammermusik korværker etc.

## Kompositioner
- Symfoni nr. 1 (1952) - for orkester
- Symfoni nr. 2 (1960) - for orkester
- Symfoni nr. 3 (1978) - for orkester
- Symfoni nr. 4 (1985) - for orkester
- Symfoni nr. 5 (1991) - for orkester
- Symfoni nr. 6 (1991) - for orkester